# Веселин Шулев
Веселин Григоров Шулев е бивш български футболист, вратар. Роден е на 12 август 1972 г. в Станке Димитров.

## Кариера
Играл е за Марек, Левски (София), Академик (София), Сливнишки герой, Хасково, Спартак (Плевен), Слънчев бряг, Нефтохимик и Брегалница (Щип, Северна Македония) (в 2 контроли). Вицешампион през 1997 с Нефтохимик, носител на Купата на ПФЛ през 1996 и 1997 и финалист за купата на страната през 2000 г. (този финал е достатъчен на „шейховете“ за да участват в турнира за купата на УЕФА). Получава тежка контузия през есента на 1998 г. В А група има 141 мача. За Нефтохимик е изиграл 3 мача за купата на УЕФА. За националния отбор на България има 1 мач. От 2005 г. е треньор на вратарите на „Марек“.

## Статистика по сезони
- Марек – 1987/88 – Б група, 12 мача
- Марек – 1988/89 – Б група, 31 мача
- Марек – 1989/пр. - Б група, 17 мача
- Левски (Сф) – 1990/пр. - А група, 1 мач
- Академик (Сф) – 1990/91 – В група, 28 мача
- Сливнишки герой – 1991/92 – В група, 27 мача
- Хасково – 1992/93 – А група, 25 мача
- Спартак (Пл) – 1993/ес. - Б група, 13 мача
- Слънчев бряг – 1994/пр. - Б група, 12 мача
- Нефтохимик – 1994/95 – А група, 21 мача
- Нефтохимик – 1995/96 – А група, 24 мача
- Нефтохимик – 1996/97 – А група, 27 мача
- Нефтохимик – 1997/98 – А група, 28 мача
- Нефтохимик – 1998/ес. - А група, 1 мач
- Нефтохимик – 1999/00 – А група, 5 мача
- Нефтохимик – 2000/ес. - А група, 3 мача
- Нефтохимик – 2002/пр. - А група, 6 мача